# Hypolycaena marya
Hypolycaena marya är en fjärilsart som beskrevs av Paul Mabille 1887. Hypolycaena marya ingår i släktet Hypolycaena och familjen juvelvingar. Inga underarter finns listade i Catalogue of Life.